# Cephalotaxus latifolia
Cephalotaxus latifolia är en barrträdart som beskrevs av Wan Chun Cheng, Li Kuo Fu och Robert Reid Mill. Cephalotaxus latifolia ingår i släktet Cephalotaxus och familjen Cephalotaxaceae. Inga underarter finns listade i Catalogue of Life.
Trädet förekommer i Kina i provinserna Guizhou, Jiangxi, Fujian, Guangxi, Guangdong, Hubei, Chongqing och Hunan. Det växer i bergstrakter mellan 900 och 2400 meter över havet. På bergstoppar är arten ofta utförmad som buske.
Beståndet hotas av landskapsförändringar. Några delar används i den traditionella medicinen. IUCN kategoriserar arten globalt som nära hotad.